# Polska szkoła jazzu
Polska szkoła jazzu – fenomen polskiego jazzu, który po okresie zwanym „katakumbowym” (czasy stalinowskie), pojawił się na fali odnowy w 1956 roku jako nowoczesny i prężny ruch muzyków łączących fascynacje stylami cool, hard bop z dużymi umiejętnościami warsztatowymi (często byli to klasycznie wykształceni muzycy) i postromantycznymi odniesieniami do słowiańskiej melodyki.
Mimo politycznego i społecznego tła jest to zjawisko o wyraźnie artystycznym charakterze. Do polskiej szkoły jazzu nie zalicza się na przykład wielu zespołów i artystów grających w tym okresie jazz tradycyjny.
Polska szkoła jazzu nie jest ścisłym określeniem stylistycznym, jest jednak zjawiskiem wyróżniającym się na tle jazzu europejskiego i światowego charakterystycznym, pełnym zadumy brzmieniem, łączy najnowocześniejsze trendy ze swobodną improwizacją i odniesieniami do słowiańskiego folkloru.

## Przedstawiciele
Najważniejszymi twórcami tego kierunku byli:
- Krzysztof Komeda – fortepian
- Mieczysław Kosz – fortepian
- Zbigniew Namysłowski – saksofon
- Jan Wróblewski – saksofon
- Zbigniew Seifert – skrzypce
- Tomasz Stańko – trąbka
- Andrzej Trzaskowski – fortepian
- Michał Urbaniak – skrzypce, saksofon